# Guilherme Milhomem Gusmão
Guilherme Milhomem Gusmão (Imperatriz, Maranhão, Brasil, 22 de octubre de 1988), también conocido simplemente como Guilherme, es un exfutbolista brasileño que se desempeñaba como centrocampista.

## Trayectoria

### Cruzeiro E. C.
Se incorporó a las divisiones juveniles del Cruzeiro Esporte Clube en 1999. Con el equipo sub-20 obtuvo la Copa São Paulo de Futebol Júnior en 2007, tras vencer en la final al São Paulo F. C. en la tanda de penaltis por 6-5, luego de un empate 1-1 en el tiempo reglamentario. En dicho certamen, Milhomem Gusmão fue el máximo goleador con siete goles. Ese mismo año, el entrenador Paulo Autuori lo promovió al primer equipo, debutando el 8 de abril en la undécima jornada del Campeonato Mineiro y anotando un gol en la victoria por 3-0 frente al A. A. Caldense. Posteriormente, fue nominado al premio Craque do Brasileirão en la categoría de «primer atacante», ocupando el segundo lugar detrás de Kléber Pereira.
En 2008 se consolidó como titular y finalizó la temporada como máximo goleador del Campeonato Brasileño con 18 tantos. Permaneció en el club hasta 2009, registrando 84 partidos disputados y 36 goles.

### F. C. Dinamo de Kiev
En febrero de 2009 ficharía por el F. C. Dinamo de Kiev, de la Liga Premier de Ucrania, por 5 millones de euros, siendo intercambiado por Kléber de Sousa Freitas. Debutó el 19 de abril de ese año en la derrota por 2-1 frente al F. C. Kryvbas Kryvyi Rih. El 16 de mayo, en su primera titularidad, marcó un triplete en la victoria por 4-1 ante el F. K. Karpaty Lviv. Con el club conquistó la liga y la Supercopa de Ucrania.
Posteriormente, fue cedido al P. F. C. CSKA Moscú, de la Liga Premier de Rusia, por un millón de dólares.

#### P. F. C. CSKA Moscú
Llegó al equipo ruso a pedido del entrenador Zico, con el objetivo de reemplazar a Vágner Love. En la temporada disputó 19 encuentros y convirtió 8 goles. Al finalizar el préstamo, en el verano de 2010, regresó al F. C. Dinamo de Kiev.

### C. A. Mineiro
El 20 de marzo de 2011, el presidente del Clube Atlético Mineiro, Alexandre Kalil, anunció el fichaje de Milhomem Gusmão mediante sus redes sociales. El club pagó 6 millones de euros a cambio del 60 % de sus derechos económicos por 4 temporadas, convirtiéndose en el traspaso más costoso en la historia del fútbol de Minas Gerais hasta ese momento.
Al inicio de 2012 conquistó con el club el Campeonato Mineiro. Ese mismo año, en su debut en el Campeonato Brasileño ante el Figueirense F. C. el 6 de octubre, ingresó en sustitución de Danilo Verón Bairros y anotó el gol de la victoria en el triunfo por 5-4.
En la Copa Libertadores de 2013, ingresó como suplente en la semifinal del partido de vuelta frente al C. A. Newell's Old Boys, anotando el segundo gol del partido a los 85 minutos. El encuentro se resolvió por penales tras igualar la serie, y Milhomem Gusmão también convirtió en la definición. Finalmente, el C. A. Mineiro se consagró campeón del torneo tras superar en la final al Club Olimpia. Ese mismo año, obtuvo nuevamente el Campeonato Mineiro.
En 2014 participó en la conquista de la Recopa Sudamericana y la Copa de Brasil, marcando dos goles y una asistencia en los cuartos de final frente al S. C. Corinthians Paulista. Una lesión muscular sufrida en octubre lo mantuvo inactivo hasta el 3 de abril, cuando regresó en la Copa Libertadores ante el C. Independiente Santa Fe en la segunda fase, ingresando como suplente y marcando el gol del empate 1-1. Ese mismo año, obtendría nuevamente el Campeonato Mineiro.

### Antalyaspor K.
En agosto de 2015 firmó un contrato por 3 años con el Antalyaspor Kulübü de la Superliga de Turquía. Permaneció cuatro meses con el club, disputando 13 partidos y anotando 2 goles.

### S. C. Corinthians Paulista
El 19 de enero de 2016 firmó contrato con el S. C. Corinthians Paulista hasta diciembre de 2019. Conquistó el Campeonato Paulista de 2017.

#### C. A. Paranaense
En 2017 fue cedido al Club Athletico Paranaense, con el que obtuvo el Campeonato Paranaense de 2018 y la Copa Sudamericana de 2018.

#### E. C. Bahia y Fluminense F. C.
En 2019 sería cedido al Esporte Clube Bahia, con el que disputó 11 partidos y ganó el Campeonato Baiano. Posteriormente fue cedido al Fluminense Football Club, donde participó en 8 encuentros sin marcar goles.

### Últimos años
En 2020 firmó con el América Futebol Clube de Belo Horizonte, donde disputó 8 partidos.
En 2022 fue incorporado al Brusque Futebol Clube de la Serie B, aunque no llegó a disputar partidos oficiales.
En 2023 se unió al Independente Futebol São Joseense, con el que jugó dos partidos en la Serie D.
En 2024 pasó al Cianorte Futebol Clube, disputando 9 encuentros y marcando un gol.

## Selección nacional
Ha sido internacional con la selección de fútbol sub-20 de Brasil.

## Clubes
| Club                              | País    | Año     |
| --------------------------------- | ------- | ------- |
| Cruzeiro E. C.                    | Brasil  | 2007-09 |
| F. C. Dinamo de Kiev              | Ucrania | 2009-11 |
| P. F. C. CSKA Moscú (cedido)      | Rusia   | 2010    |
| C. A. Mineiro                     | Brasil  | 2011-15 |
| Antalyaspor K.                    | Turquía | 2015    |
| S. C. Corinthians Paulista        | Brasil  | 2016-19 |
| C. A. Paranaense (cedido)         | Brasil  | 2017-18 |
| E. C. Bahia (cedido)              | Brasil  | 2019    |
| Fluminense F. C. (cedido)         | Brasil  | 2019    |
| América F. C.                     | Brasil  | 2020-21 |
| Brusque F. C.                     | Brasil  | 2022-23 |
| Independente Futebol São Joseense | Brasil  | 2023    |
| Cianorte F. C.                    | Brasil  | 2024    |

## Palmarés

### Campeonatos regionales
| Título                | Club                       | Estado       | Año  |
| --------------------- | -------------------------- | ------------ | ---- |
| Campeonato Mineiro    | Cruzeiro E. C.             | Minas Gerais | 2008 |
| Campeonato Mineiro    | C. A. Mineiro              | Minas Gerais | 2012 |
| Campeonato Mineiro    | C. A. Mineiro              | Minas Gerais | 2013 |
| Campeonato Mineiro    | C. A. Mineiro              | Minas Gerais | 2015 |
| Campeonato Paulista   | S. C. Corinthians Paulista | São Paulo    | 2017 |
| Campeonato Paranaense | C. A. Paranaense           | Paraná       | 2018 |
| Campeonato Baiano     | E. C. Bahia                | Bahía        | 2019 |

### Títulos nacionales
| Título                  | Club                       | País    | Año    |
| ----------------------- | -------------------------- | ------- | ------ |
| Liga Premier de Ucrania | F. C. Dinamo de Kiev       | Ucrania | 2008-9 |
| Supercopa de Ucrania    | F. C. Dinamo de Kiev       | Ucrania | 2009   |
| Copa de Brasil          | C. A. Mineiro              | Brasil  | 2014   |
| Serie A                 | S. C. Corinthians Paulista | Brasil  | 2017   |

### Títulos internacionales
| Título              | Club             | País           | Año  |
| ------------------- | ---------------- | -------------- | ---- |
| Copa Libertadores   | C. A. Mineiro    | Belo Horizonte | 2013 |
| Recopa Sudamericana | C. A. Mineiro    | Belo Horizonte | 2014 |
| Copa Sudamericana   | C. A. Paranaense | Curitiba       | 2018 |